# Rodger Kamenetz
Rodger Kamenetz (Baltimora, 1950) è un poeta, saggista e blogger statunitense.

## Biografia
Ha studiato all'Università di Yale e attualmente vive a New Orleans.
La sua opera più conosciuta è: The Jew in the Lotus pubblicato nel 1994 in cui tratta dell'autorevole resoconto tra lo storico dialogo tra il rabbino e il Dalai Lama e che divenne un best seller internazionale.
È anche l'autore di Stalking Elijah (1997) che ricevette il National Jewish Book Award for Jewish Thought.
Scrive regolarmente sul Beliefnet, occupandosi di ebraismo e buddismo.
Ha pubblicato anche libri di poesie: The Lowercase Jew (2003) e The Missing Jew: New and Selected Poems (1991).
Attualmente lavora a un progetto a lungo termine sui sogni.